# Сан-Жуан-дел-Рей
Сан-Жуан-дел-Рей (порт. São João del-Rei) — муніципалітет в Бразилії, входить до складу штату Мінас-Жерайс. Є складовою частиною мезорегіону Кампу-дас-Вертентіс. Входить до економічно-статистичного мікрорегіону Сан-Жуан-дел-Рей. Населення становить 81 918 чоловік (станом на 2007 рік). Займає площу 1 463,593 км².
День міста — 8 грудня.